# 12340 Stalle
12340 Stalle (1992 YJ2) là một tiểu hành tinh vành đai chính được phát hiện ngày 18 tháng 12 năm 1992 bởi E. W. Elst ở Caussols.